# Running River (Australien)
Der Running River ist ein Fluss im Osten des australischen Bundesstaates Queensland.

## Geografie

### Flusslauf
Der Fluss entspringt am Westrand des Paluma State Forest, westlich des Paluma-Range-Nationalparks und fließt nach Südwesten. Rund acht Kilometer südwestlich der Siedlung Ewan mündet er in den Burdekin River.

### Nebenflüsse mit Mündungshöhen
Er hat folgende Nebenflüsse:
- Deception Creek – 360 m